# Dagmar Melzer
Dagmar Melzer (* 23. Juni 1945) ist eine ehemalige deutsche Hochspringerin, die für die DDR startete.
Bei den Europäischen Juniorenspielen 1964 in Warschau gewann sie Bronze.
1966 wurde sie Siebte bei den Leichtathletik-Europameisterschaften in Budapest und 1967 Vierte bei den Europäischen Hallenspielen in Prag.
1963 und 1966 wurde sie DDR-Vizemeisterin, 1965 und 1967 DDR-Hallenmeisterin. Ihre persönliche Bestleistung von 1,77 m stellte sie am 22. Juni 1968 in Jena auf.
Dagmar Melzer startete für den SC DHfK Leipzig.